# Chaya Lau
Pour les articles homonymes, voir Lau.
Chaya (Helena) Lau née Frankel-Teomim est née à Cracovie, le 1er janvier 1900. Elle descend d'illustres rabbins. Elle épouse le rabbin Moshe Chaim Lau. Elle est la mère de Naphtali Lau-Lavie et d'Israel Meir Lau. Elle périt dans la Shoah au camp de concentration de Ravensbrück au printemps de 1945.

## Éléments biographiques
Chaya (Helena) Frankel-Teomim est née le 1er janvier 1900 à Cracovie, en Galicie, Pologne,,.
Elle descend de Rachi (1040-1105), du Maharam de Padoue (le rabbin Meir Katznellenbogen, 1482-1565), du Hacham Zvi (le rabbin Zvi Ashkenazi, 1658-1718), du Yaavetz (le rabbin Jacob Emden, 1697-1776), du rabbin Baruch Frankel-Teomim (1760-1828), et du rabbin Chaim Halberstam de Sanz, le Divrei Chaim (1793-1876).
Elle est la sœur de Shimon Alter Fraenkel-Teomim, Mordechai David Fraenkel-Teomim, Yaakov Yiztchak Fraenkel-Teomim, Shmuel Nechemyah Fraenkel-Teomim et de Rivke Fraenkel Teomim,.
Elle épouse le rabbin Moshe Chaim Lau. Il descend de longues lignées rabbiniques : du "Bach" (le rabbin Yoel Sirkis, 1561-1640), du "Taz" (le rabbin David Halevy Segal, 1584-1662) et du rabbin Efraim Zalman Shorr. D'un précédent mariage, le rabbin Moshe Chaim Lau a un fils, Yehoshua Lau-Hager.
Le fils aîné de Moshe Chaim et Chaya Lau, Naphtali Lau-Lavie est né à Cracovie le 23 juin 1926, où sa mère est retournée pour accoucher; le père est alors le grand-rabbin de Suceava en Roumanie. 
Leur deuxième fils, Shmuel Yitzchak (Milek) est né en 1929 à Presov, en Tchécoslovaquie, ville où Moshe Chaim Lau est le grand-rabbin.
Leur troisième fils, Israel Meir Lau, est né le 10 juin 1937 à Piotrków Trybunalski.
Elle périt dans la Shoah au camp de concentration de Ravensbrück au printemps de 1945.